# یوری نظرف
یوری نظرف جماعت و شهرکی در جنوب غربی کشور تاجیکستان است که در ناحیهٔ شهر توس ولایت ختلان قرار دارد. جمعیت این جماعت ۱۳۳۶۳ است.